# Carlos Muñoz (Fußballspieler, 1967)
Carlos Antonio Muñoz Martínez (* 24. Oktober 1967 in Guayaquil; † 26. Dezember 1993 in General Villamil) war ein ecuadorianischer Fußballspieler.

## Karriere

### Vereinskarriere
Carlos Muñoz begann seine fußballerische Laufbahn im Jahre 1987 beim Verein CD Filanbanco in seiner Heimatstadt Guayaquil. Bei dem 1991 aufgelösten Verein spielte er bis ins Jahr 1990. In genanntem Jahr wechselte er zu Barcelona SC Guayaquil, neben Emelec Guayaquil, LDU Quito und Deportivo Quito zu den Topvereinen des Landes zählend. Mit Barcelona SC spielte er eine äußerst erfolgreiche Saison 1991. Zum einen wurde in der ecuadorianischen Fußballmeisterschaft der erste Platz mit vier Punkten Vorsprung vor CD El Nacional belegt, zum anderen erreichte Muñoz mit Barcelona SC das Endspiel um die Copa Libertadores. Bei dem Wettbewerb hatte sich der Verein unter anderem gegen CA Progreso aus Uruguay, den Lokalrivalen CS Emelec und Argentiniens Nobelverein CA River Plate in den K.-o.-Spielen durchgesetzt und stand im Finale gegen Club Olimpia aus Paraguays Hauptstadt Asunción. Nach einem 0:2 im Estadio Defensores del Chaco spielte das Team von Trainer Miguel Brindisi, einst erfolgreicher argentinischer Mittelfeldspieler und Teilnehmer an der Fußball-Weltmeisterschaft 1974, in Guayaquil 1:1 und verlor das Endspiel mit 1:3 Toren. Das Jahr darauf verlief für Carlos Muñoz und Barcelona SC nicht so erfolgreich, die Meisterschaft konnte diesmal nicht gewonnen werden. Allerdings wurde er Torschützenkönig in der Serie A.

### Nationalmannschaft
Carlos Muñoz wurde in der ecuadorianischen Fußballnationalmannschaft fünfunddreißig Mal eingesetzt. Diese Spiele fanden zwischen 1987 und 1993 statt. Ihm gelangen dabei vier Tore. Mit der Auswahl Ecuadors nahm er dreimal an der Copa América teil, siegreich war Ecuador jedoch bei keinem Turnier. 1989 und 1991 war das Turnier für Ecuador nach der Vorrunde beendete, 1993 war man erfolgreicher. In einer Gruppe mit Uruguay, Venezuela und den Vereinigten Staaten scheiterte man bei dem Turnier im eigenen Land erst im Halbfinale an Mexiko.

## Tod
Carlos Muñoz starb am 26. Dezember 1993 bei einem Verkehrsunfall im Alter von 26 Jahren. Er hinterließ seine Frau Veoleta Vergara, eine Tochter und einen Sohn, die den Unfall alle überlebten.